# Cablu ombilical
Cablul ombilical, ombilicalul sau narghilea reprezintă un ansamblu de elemente legate între ele pentru a forma mijlocul de alimentare al scafandrului. Cablul ombilical este utilizat de către scafandrii profesioniști alimentați de la suprafață.

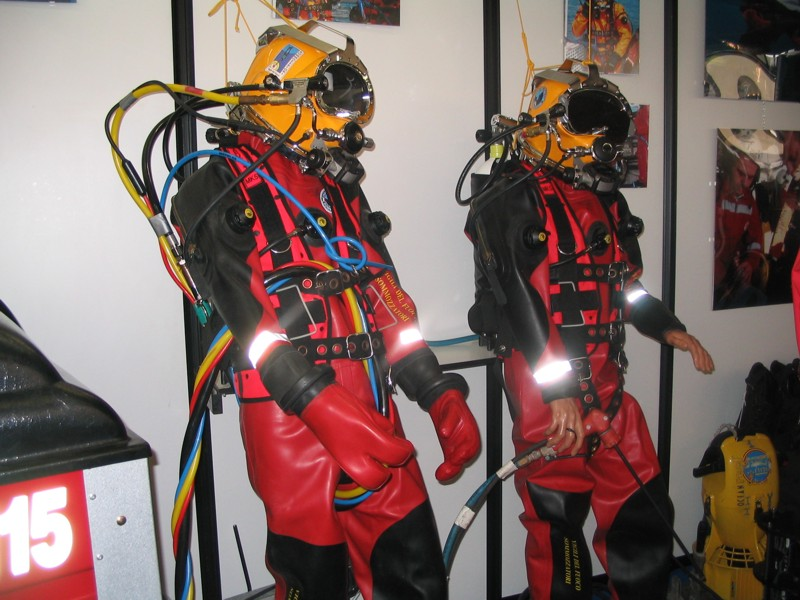
Cablu ombilical fixat de harnaşamentul scafandrului

Ombilicalul are în componența sa următoarele elemente de bază:
- furtun pentru amestec respirator;
- cablu telefonic de comunicații;
- sondă pentru indicarea adâncimii la care se află scafandrul;
- saulă de siguranță;

Elementele opționale pot fi:
- cablu electric de iluminare;
- cablu video;
- furtun de apă caldă pentru costumul cu apă caldă al scafandrului.

## Furtunul pentru amestec respirator
Furtunul pentru amestec respirator (aer sau amestec sintetic) este construit din cauciuc, are diametrul interior de 9mm și un strat realizat din inserții textile.
Trebuie să aibă o lungime de maxim 100m și rezistență la presiune interioară de 50 bar (sc.man.).
Fitingurile furtunului sunt fabricate din alamă cu diametrul interior de 14mm și filet pe stânga.
Furtunul pentru amestec respirator se conectează la fiting-ul corespunzător de la masca facială sau casca rigidă a scafandrului. 

## Cablul telefonic de comunicații
Este construit din 4 sau 6 fire cu un înveliș din cupru. Sunt folosite pentru conectare numai două fire, celelalte sunt de rezervă. 
Învelișul protector din cupru are rolul de a atenua interferențele cu sursele de zgomot din mediul acvatic exterior cum ar fi uneltele acționate pneumatic sau hidraulic, precum și pentru a conferi cablului o rezistență la tracțiune de aproximativ 1000kgf.
Conectarea cablului de comunicații la masca facială sau casca rigidă a scafandrului se face cu cele două fire, sau cu ajutorul unui conector subacvatic special.
Cablul de comunicații este conectat la suprafață la echipa tehnică, de un aparat radio de emisie/recepție care asigură comunicațiile cu scafandrul sub apă.

## Sondă pentru indicarea adâncimii
Sonda pentru indicarea adâncimii sau pneuomofatometru este un tub din plastic sau cauciuc cu diametru interior de 6mm, cu ajutorul căruia echipa tehnică de la suprafață stabilește adâncimea la care se află scafandrul.
Tubul este conectat la suprafață la o sursă de aer comprimat (compresor sau baterie de butelii) și un manometru cu scală gradată în metri. Celălalt capăt este deschis și se află sub apă la nivelul pieptului scafandrului.

## Saulă de securitate
Element al cablului ombilical constituit dintr-o parâmă naturală sau sintetică cu rolul de a preveni ca greutatea scafandrului să fie concentrată pe furtunul de alimentare cu amestec respirator sau pe cablul de comunicații.
Saula de securitate trebuie prinsă prin înfășurare cu celelalte elemente de furtunul de alimentare cu amestec respirator și prevăzută cu carabiniere pentru fixare de harnașamentul scafandrului.
Elementele cablului ombilical se prind una de cealaltă prin înfășurare la fiecare 0,3m pe toată lungimea ombilicalului.
Furtunul de alimentare cu amestec respirator și sonda de adâncime se conectează la suprafață la un tablou de măsură și control.

## Firme producătoare
- Fibron Arhivat în 24 iulie 2008, la Wayback Machine.
- JDR
- Umbilicals